# Miro Cerar
Miroslav „Miro” Cerar (ur. 25 sierpnia 1963 w Lublanie) – słoweński prawnik, wykładowca akademicki i polityk, w latach 2014–2018 premier Słowenii, w latach 2018–2020 minister spraw zagranicznych oraz wicepremier.

## Życiorys
Syn gimnastyka i olimpijczyka Miroslava Cerara oraz polityk i prawniczki Zdenki Cerar.
Z wykształcenia doktor nauk prawnych, został wykładowcą akademickim na Uniwersytecie Lublańskim, gdzie objął stanowisko profesora. Zajął się nauczaniem m.in. filozofii i teorii prawa. Udzielał się jako doradca prawny w krajowym parlamencie, a także w instytucjach państwowych, społecznych i prywatnych.
2 czerwca 2014 założył nową formację polityczną pod nazwą Partia Mira Cerara (w 2015 przemianowaną na Partię Nowoczesnego Centrum) celem udziału w przedterminowych wyborach parlamentarnych, rozpisanych po upadku rządu Alenki Bratušek. Ugrupowanie szybko zaczęło zdobywać wysokie notowania w sondażach – m.in. w badaniach opublikowanych dwa tygodnie po jego powstaniu ponad 40% ankietowanych opowiadało się za objęciem przez Mira Cerara urzędu premiera. W głosowaniu z 13 lipca 2014 partia zajęła pierwsze miejsce, otrzymując około 34,6% głosów i 36 mandatów w Zgromadzeniu Państwowym, z których jeden przypadł jej liderowi.
26 sierpnia 2014 parlament desygnował go na urząd premiera. 18 września 2014 został większością 54 głosów zatwierdzony na tym urzędzie. Stanął na czele rządu koalicyjnego obejmującego jego ugrupowanie, a także Socjaldemokratów i partię emerytów. W połowie marca 2018 podał się do dymisji. Powodem było orzeczenie Sądu Najwyższego, który unieważnił wyniki referendum, w którym zatwierdzono promowaną przez rząd inwestycję kolejową.
W wyborach w 2018 jego ugrupowanie poniosło znaczne straty, utrzymało 10 mandatów, spośród których jeden przypadł jego liderowi. Jego partia pozostała jednak u władzy, dołączając do koalicji tworzącej rząd premiera Marjana Šarca. 13 września 2018 Miro Cerar został ministrem spraw zagranicznych w nowym gabinecie, kończąc tym samym formalnie pełnienie obowiązków premiera. Objął także funkcję jednego z pięciu wicepremierów tego rządu. We wrześniu 2019 na czele Partii Nowoczesnego Centrum zastąpił go Zdravko Počivalšek. W marcu 2020 Miro Cerar opuścił swoje ugrupowanie, krytykując decyzję SMC o współtworzeniu nowej koalicji rządowej ze Słoweńską Partią Demokratyczną. W tym samym miesiącu zakończył pełnienie funkcji rządowych.